# Замок Адамстоун
Замок Адамстаун (англ. Adamstown Castle, ірл. Caisleán na Maigh Arnaighe, Caisleán na Maigh Arnaí) — Кашлен на Майх Арнайхе — один із замків Ірландії, розташований у графстві Вексфорд, в однойменному селищі Адамстаун (Майх Арнайхе). Нині замок лежить у руїнах.

## Історія замку Адамстаун
Замок Адамстаун був побудований Ніколасом Деверо в 1556 році. Колись у мури замку біля воріт був вмурований камінь із датою побудови замку — 1556. Але коли замок почав руйнуватися, місцеві жителі розтягували каміння замку для будівництва свого житла і цей камінь опинився в стіні будинку селища. Замок являє собою чотирьохповерхову вежу, збудовану з дикого каменю. У фундамент замку вкладені гранітні блоки. На кожному поверсі замку були бійниці — у тому числі для гармат. Північний кут замку і прилеглі стіни нині зруйновані. Вхід у замок був у північно-східній стіні, яка нині зруйнована.
Замок мав сходи, що сполучали поверхи, на другому поверху був камін, вікна, що були джерелом світла та бійниці. Гвинтові сходи нині зруйновані. На третьому поверсі були вікна і бійниці. Замок простояв до кінця XVIII століття, потім був закинутий, перетворився в руїни, почав обвалюватись.
Аристократичний рід Деверо, що володів замком Адамстаун норманського походження. Походить із селища Евре в Нормандії. Лицар Деверо вирушив у похід на завоювання Англії в війську Вільгельма Завойовника у 1066 році. Історик Габрієль Редмонд пише, що лицар Деверо був родичем герцога Нормандії — Вільгельма Завойовника — майбутнього короля Англії. Одним із командирів норманської армії в битві під Гастінгсом був Волтер Д'Евре.
З родини Деверо походять графи Ессекс. І графом Ессекс був Волтер Деверо — маршал Ірландії. Він помер у Дубліні в 1576 році. ІІ графом Ессекс був Роберт Деверо — нещасливий фаворит королеви Англії Єлизавети І. Він втратив свою голову на ешафоті в Лондоні, у Тауері в 1601 році після того як він був розбитий ірландськими повстанцями на чолі з Х'ю О'Нілом.
Сер Філіп Деверо супроводжував Стронгбоу під час завоювання ірландії в ХІІ столітті. Осівши в Ірландії Деверо мали маєтки і землі Баллімагір, що лежали між Кілмор Квай та Данкормік. Баллімагір став резиденцією родини Деверо після шлюбу сера Деверо з Алісою — дочкою сера Олександра де Гедона. Стівен Деверо володів цими землями з 1260 року. Баллімагір ірландською називався Байле на Гіоррай — Місто Зайців. Пізніше нові власники — родина Лофтус змінили цю назву на Річфілд.
Англійські колоністи у Вексфорді вели війни з ірландськими кланами опираючись на родину Деверо. Констеблі, шерифи, судді у Вексфорді отримували свої посади з відома Деверо. Так тривало з 1170 по 1641 рік. Деверо були оплотом влади Англії в Вексфорді. Але сер Ніколас Деверо Баллімагір у 1641 році підтримав повстання за незалежність Ірландії і підняв над своїми замками прапор Ірландської конфедерації. Він зберіг вірність католицизму, тоді як Англія була протестантською.
Сер Стівен Деверо був посвячений у лицарі в 1307 році. Він побудував нові фортечні мури навколо міста Вексфорд. Будівництво фортеці Вексфорд почалось ще в часи короля Англії Джона Безземельного. Сер Ніколас Деверо жив у Баллімагір в 1540 році. В історію він ввійшов під іменем «Білий Лицар». Він був одним із найвпливовіших людей в англійських володіннях свого часу. У 1543 році він одружився з Кетрін де Повер — дочкою сера Річарда Каррагмор з графства Вотерфорд. У шлюбному контракті зазначалося, що він отримує як придане по одній вівці з кожної вівчарні і по одній корові з кожного корівника в окрузі.
У 1599 році Роберт Деверо — граф Ессекс відвідав Баллімагір та його володаря — лицаря Джеймса Деверо — тодішнього вождя клану Деверо на знак зв'язку між англійською та ірландською гілками родини. Джеймс Деверо змушений був продати три маєтки, щоб заплатити за три дні бенкету, який тоді влаштували.
Філіп Деверо купив землі і маєтки Каррігманнон у Томаса Фурлога в 1600 році і віддав їх своєму синові Роберту, що був у Вищій раді Ірландської Конфедерації. Його син — Джеймс Деверо був депутатом парламенту короля Якоба ІІ в 1689 році. Джон Деверо — «Джон Безодня» втратив всі свої володіння за підтримку повстання за незалежність Ірландії в 1641 році. Олівер Кромвель конфіскував всі його землі і маєтки і подарував їх своєму прапороносцю Рендаллу.
Ендрю Деверо — останній цистеріанський абат Данброді став єпископом Фернс у 1539 році, коли склав присягу супремації королю Англії Генріху VIII. Хоча він вважався відступником (прийняв протестантизм), але його знову визнав Рим після вступу на престол католицької королеви Англії Марії в 1553 році. Він жив у замку Кілхіл, помер у липні 1556 року і був похований у вівтарній частині церкви. Його племінник — Джон Деверо був призначений як протестантський єпископ Фернс 14 жовтня 1566 року. Він жив у замку Адамстоун. Вільям Деверо був священиком приходу Пірсестоун з 1730 по 1771 рік. Він склав катехізис для єпархії Фернс. Марк Деверо був пастором Брі протягом 62 років (1774—1836), побудував парафіяльну церкву. Пітер Деверо був парафіяльним священиком Кілмора 43 роки (1751—1794).